# Etylacetat
Etylacetat, etyletanoat eller ättiksyreetylester är en ester av etanol och ättiksyra med formeln CH3COOC2H5.

## Egenskaper
Etylacetat har en fruktliknande lukt och är mycket lättflyktigt. Ämnet är svårlösligt i vatten. Det är en färglös vätska med kokpunkt 77 °C. I närvaro av natriumhydroxid (NaOH), sönderdelas etylacetat till etanol och natriumacetat.

## Framställning
Det är en ester som kan framställas genom reaktion mellan ättiksyra (CH3COOH) och etanol (C2H5OH).
Det kan också framställas genom en Tisjtjenko-reaktion av acetaldehyd (CH3CHO)

## Användning
Etylacetat kan användas som lösningsmedel samt ingår i fruktessenser och kosmetiska preparat. I koncentrerad form löser det effektivt upp (och limmar) vissa plaster. Under handelsnamnet ättiketer används det ofta för avlivning av insekter, vissa färgpigment kan dock skadas av detta. Thinner, eller förtunning, är ofta en blandning av etylacetat med toluen eller xylen.

## Risker
Ångorna verkar irriterande på ögon och luftvägar. Inandning eller förtäring av stora mängder kan ge huvudvärk, illamående, yrsel och i svårare fall medvetslöshet. Vätskan avfettar huden. Stänk i ögonen verkar starkt irriterande. Etylacetat är mycket brandfarligt. 